# Небезпечна людина
«Небезпечна людина» (рос. «Опасный человек») — радянський телефільм 1988 року, знятий режисером Ігорем Шадханом на студії «Лентелефільм».

## Сюжет
За мотивами оповідання О. Каплінської «Коробки, коробочки». Фільм оповідає про постачальника Павлова, якого одного разу відправили у відрядження до сусіднього міста за комплектуючими деталями — золотниками. Завод, що їх виробляв, відмовився допомогти. Однак Павлов не відступився та настирливо почав шукати розв'язання цього питання. На перешкоді йому стають лави бюрократів. Павлову вдалося дістати золотники, вдавшись до хабарів. Але після повернення громадськість засудила його. Сцену зали засідань заповнили бюрократи всіх мастей, а Павлов на самоті залишився сидіти в порожній залі. Але довго сидіти йому не довелося — все продовжилося, його послали у відрядження до іншого міста.

## У ролях
- Леонід Д'ячков — Григорій Павлович Павлов, заступник головного інженера, постачальник
- Михайло Глузький — Іван Іванович, приятель Павлова по готелі
- Сергій Дрейден — Никодим Петрович, спеціаліст-електронщик
- Інна Варшавська — Ярослава, дружина Павлова
- Наталія Орлова — адміністратор готелю
- Галі Абайдулов — бюрократ Овсянников
- Микола Альохов — мешканець готелю
- Андрій Дежонов — провідник
- Микола Буров — Микола Іванович, головний інженер
- Віктор Веркович-Романов — епізод
- Сергій Власов — бюрократ
- Євген Глущевський — колега Павлова
- Валентин Головко — Толя, співробітник фабрики
- Микола Дуксін — епізод
- Євген Жаров — епізод
- Володимир Залигін — епізод
- Ігор Іванов — бюрократ
- Віра Каширіна — епізод
- Сергій Кіпрушин — епізод
- Клара Корабліна — епізод
- Михайло Кузнецов — мешканець готелю
- Володимир Лельотко — мешканець готелю
- Борис Матвєєв — епізод
- Світлана Меліхова — колега Павлова
- Катерина Михайлова — пасажирка поїзда
- Олег Міщук — мешканець готелю
- Герман Орлов — Петро Трохимович, швейцар готелю
- Ірина Основіна — секретар
- Юрій Птіцин — епізод
- Віталій Усанов — співробітник фабрики
- Е. Хохлов — епізод
- К. Хромова — епізод
- Олександр Чурсін — мешканець готелю
- Діана Шишляєва — Ксюша, буфетниця
- Марина Юрасова — Марія Степанівна, секретар
- Ігор Соловйов — бюрократ
- Василь Степанов — епізод
- Герман Хованов — епізод
- Георгій Прусов — епізод
- Альберт Пєчніков — епізод

## Знімальна група
- Режисер — Ігор Шадхан
- Сценаристи — М. Абєлєв, Ігор Шадхан
- Оператор — В'ячеслав Бабенков
- Композитор — Анатолій Затін
- Художник — Тетяна Венеціанова